# Ooceraea biroi

Влияние центрального слияния и концевого слияния на гетерозиготность.

Голова Cerapachys biroi

Ooceraea biroi  (лат.) — вид муравьёв рода Ooceraea из подсемейства Dorylinae (ранее в Cerapachyinae), у которого обнаружен телитокический партеногенез. Ранее с 1907 по 2016 годы был известен как  Cerapachys biroi.

## Распространение
Встречаются от Непала и северной Индии до юго-восточной Азии. Интродуцированы на острова Полинезии и Вест-Индии.

## Описание
Мелкие муравьи, длина около 3 мм. В 1995 году в японских популяциях (острова Рюкю) у Cerapachys biroi была обнаружена облигатная телитокия (Tsuji & Yamauchi, 1995). В этих популяциях неоплодотворённые эргатоидные самки откладывали диплоидные яйца, из которых развивались новые эргатоидные самки. В дальнейшем, это явление было подтверждено на популяциях вида на Окинаве и Тайване. Телитокия у муравьёв чрезвычайно редка и известна только у нескольких неродственных видов. Среди них, кроме Cerapachys biroi, два мирмициновых вида, Messor capitatus и Pristomyrmex punctatus, и понериновый вид Platythyrea punctata.
После удаления «запахового» гена муравьи изменились в своём поведении, стали бегать поодиночке и не по феромонным тропинкам.
Диплоидный набор хромосом 2n=28.
При исследовании механизма распределения ролей среди каст самок в мозговых клетках был обнаружен ген, кодирующий iLp2, инсулиноподобный пептид, который влияет на подавление процесса репродукции касты рабочих.